# 南マキ
南 マキ（みなみ マキ、5月20日 - ）は、日本の漫画家。埼玉県出身。血液型はAB型。

## 略歴
2000年、「デイ・ドリーム・ビリーバー」で第25回白泉社アテナ新人大賞佳作を受賞。
2001年、『ザ花とゆめ』10月1日号（白泉社）に掲載の「彼方の青」でデビュー。以後、白泉社の漫画雑誌『花とゆめ』、『ザ花とゆめ』で活躍している。作品に『S・A』、『声優かっ!』がある。

## 作品リスト

### 漫画
発表年は掲載誌の号数に準拠。

#### 連載
- S・A（2003年 - 2009年、『ザ花とゆめ』・花とゆめ』）
- キミはガールフレンド（2004年、『花とゆめ』・『ザ花とゆめ』）
- 声優かっ!（2009年[2] - 2013年、『花とゆめ』）
- こももコンフィズリー（2013年[3] - 2015年、『花とゆめ』）
- 恋は人の外（2015年[4] - 2016年、『花とゆめ』）
- ピンポンラッシュ!（2017年[5] - 2018年[6]、『別冊花とゆめ』）
- おしゃピクしませんか?（2019年[7] - 2020年、『MELODY』）
- Get Ready?（2019年[8] - 連載中、LINEマンガ）
- 秘すれば、花（2022年12月号[9] - 2025年2月号[10]、『MELODY』）

#### 読切
- デイ・ドリーム・ビリーバー（『ザ花とゆめ』 2001年8/1号） - 『アネ☆モネ生花店 ―南マキ傑作短編集―』収録
- 彼方の青（『ザ花とゆめ』 2001年10/1号）
- はんぶんポテト（『ザ花とゆめ』 2002年1/1号） - 『シアワセ食卓』収録
- S-ピープル（『ザ花とゆめ』 2002年8/1号） - 『シアワセ食卓』収録
- うそつきなシンデレラ（『ザ花とゆめ』 2003年2/1号） - 『シアワセ食卓』収録
- シアワセ食卓（『花とゆめ』 2003年7号） - 『シアワセ食卓』収録
- 未完成コーラス（『花とゆめ』 2003年11号） - 『S・A』第1巻収録
- 食の都（『花とゆめ』 2003年16号） - 『S・A』第11巻収録
- 雪、あたたか。（『ザ花とゆめ』 2004年2/1号） - 『シアワセ食卓』収録
- 毎日が宝物（『ザ花とゆめ』 2005年8/1号） - 『アネ☆モネ生花店 ―南マキ傑作短編集―』収録
- バツサン（『花とゆめ』 2007年24号） - 『アネ☆モネ生花店 ―南マキ傑作短編集―』収録
- アネ☆モネ生花店（『ザ花とゆめ』 2009年6/1号） - 『アネ☆モネ生花店 ―南マキ傑作短編集―』収録
- ハルの雨（『ザ花とゆめ』 2013年6/1号）
- トワイライトアワー（『ザ花とゆめ』 2014年6/1号）
- トリとメガネと椎名さん（『ザ花とゆめ』 2015年3/1号）
- 飴宮さんとムチ（『別冊花とゆめ』 2016年11月号）

### 書籍
- 『S・A』、白泉社 〈花とゆめコミックス〉、2004年 - 2009年、全17巻
  - 『S・A ─場外乱闘─』、白泉社 〈花とゆめコミックス〉、2013年、全1巻
- 『キミはガールフレンド』、白泉社 〈花とゆめコミックス〉、2005年、全1巻
- 『アネ☆モネ生花店 ―南マキ傑作短編集―』白泉社 〈花とゆめコミックス〉、2009年、短編集
- 『声優かっ!』、白泉社 〈花とゆめコミックス〉、2009年 - 2013年、全12巻
- 『シアワセ食卓』、白泉社 〈花とゆめコミックス〉、2011年、短編集
- 『こももコンフィズリー』、白泉社 〈花とゆめコミックス〉、2013年 - 2015年、全5巻
- 『恋は人の外』、白泉社 〈花とゆめコミックス〉、2016年、全3巻
- 『ピンポンラッシュ!』、白泉社 〈花とゆめコミックス〉、2017年 - 2018年、全4巻
- 『おしゃピクしませんか?』、白泉社 〈花とゆめコミックス〉、2019年 - 2020年、全2巻　※第2巻は電子書籍のみ
- 『Get Ready?』、白泉社 〈花とゆめコミックススペシャル〉、2020年 - 、既刊8巻（2022年8月現在）

### イラスト
- 恋愛指南部!（著者：石川宏宇、集英社コバルト文庫）
- 新訳 赤毛のアン（原作：L・M・モンゴメリ、翻訳：河合祥一郎、角川つばさ文庫） - カバーイラスト、挿絵を担当
- 新訳 アンの青春（原作：L・M・モンゴメリ、翻訳：河合祥一郎、角川つばさ文庫） - カバーイラストを担当
- 世界はふたりのものだと思いたいのでまずは君が僕のものになれ（著者：蒼井ブルー、KADOKAWA） - 挿絵を担当
- 新訳 アンの初恋（原作：L・M・モンゴメリ、翻訳：河合祥一郎、角川つばさ文庫） - カバーイラストを担当